# Hippolyte d'Albis
Pour les articles homonymes, voir Hippolyte.
Hippolyte d’Albis, né le 24 novembre 1973 à Londres (Royaume-Uni), est un économiste français spécialiste des questions démographiques. Il est chef économiste de l'Inspection générale des finances et professeur à l’École d'économie de Paris. 

## Biographie

### Jeunesse et études
Hippolyte d’Albis a obtenu un magistère en finance à l’université Panthéon-Assas en 1996, un mastère en économie mathématique à l’université Panthéon-Sorbonne  en 1997 et un doctorat en sciences économiques à l’université Panthéon-Sorbonne en 2003. Il est lauréat du premier concours d’agrégation en sciences économiques en 2006.

### Parcours professionnel
Il est recruté en tant que maître de conférences en sciences économiques à l’université Toulouse-I-Capitole en 2004, professeur à l’université Montpellier-III en 2006, professeur à l’université Panthéon-Sorbonne en 2011, et directeur de recherche au CNRS en 2015.
En outre, en 2014, il est directeur de l’École doctorale Économie Panthéon-Sorbonne, entre 2015 et 2017, il est directeur adjoint scientifique à l’Institut des sciences humaines et sociales du CNRS, et entre 2018 et 2022, il est directeur de l’École des Hautes Études en Démographie.
Hippolyte d’Albis est éditeur associé de trois revues académiques à comité de lecture : le Journal of Demographic Economics, le Journal of the Economics of Ageing et Public Finance Review. Il est également vice-président du Cercle des économistes et chroniqueur pour le quotidien Les Échos.

## Distinctions
- 2009 : Nomination à l'Institut universitaire de France[7].
- 2009 : Prix Philippe-Michel du jeune chercheur en dynamique économique, École d'économie de Paris[8].
- 2011 : Lauréat d’une bourse du Conseil européen de la recherche (ERC Starting Grant).
- 2012 : Prix du meilleur jeune économiste, Cercle des économistes et Le Monde.
- 2015 : Lauréat de la Fondation pour les sciences sociales[9].
- 2019 : France-Berkeley Fund Award[10].
- 2023 : Grand Prix de la Protection Sociale[11], Caisse des dépôts et consignations et En3s.

## Principales publications

### Livres
- Des économistes répondent aux populistes, codir. Françoise Benhamou, Éditions Odile Jacob, 2022, 140 p.
- Les seniors et l'emploi[12], Presses de Sciences Po, 2022, 132 p.
- Avoir un enfant plus tard. Enjeux sociodémographiques du report des naissances[13], avec Angela Greulich et Grégory Ponthière, Rue d'Ulm, coll. « CEPREMAP », 2015, 128 p.

### Articles académiques
- (en) H. d'Albis, N. El Mekkaoui et B. Legendre, « Health accidents and wealth decline in old age », Social Science & Medicine, vol. 332,‎ 2023, p. 116117 (DOI doi.org/10.1016/j.socscimed.2023.116117)

- (en) A. Mason, R. Lee et et al., « Six ways population change will affect the global economy », Population and Development Review, vol. 48, no 1,‎ 2022, p. 51-73 (DOI doi.org/10.1111/padr.12469)

- (en) H. d'Albis et A. Bénassy-Quéré, « Taxing capital and labor when both factors are imperfectly mobile internationally », International Tax and Public Finance, vol. 29,‎ 2022, p. 147-190 (DOI doi.org/10.1007/s10797-021-09663-4)

- (en) H. d'Albis, D. Coulibaly, A. Roumagnac, E. de Carvalho Filho et R. Bertrand, « Quantification of the effects of climatic conditions on French hospital admissions and deaths induced by SARS-CoV-2 », Scientific Reports, vol. 11,‎ 2021, p. 21812 (DOI doi.org/10.1038/s41598-021-01392-2)

- (en) H. d'Albis et E. Augeraud-Véron, « Optimal prevention and elimination of infectious diseases », Journal of Mathematical Economics, vol. 93,‎ 2021, p. 102487 (DOI doi.org/10.1016/j.jmateco.2021.102487)

- (en) H. d'Albis, E. Boubtane et D. Coulibaly, « Demographic changes and the labor income share », European Economic Review, vol. 131,‎ 2021, p. 103614 (DOI doi.org/10.1016/j.euroecorev.2020.103614)

- (en) H. d'Albis, A. Greulich et G. Ponthière, « Development, fertility and childbearing age: A unified growth theory », Journal of Economic Theory, vol. 177,‎ 2018, p. 461-494 (DOI doi.org/10.1016/j.jet.2018.07.004)

- (en) H. d'Albis, E. Boubtane et D. Coulibaly, « Macroeconomic evidence suggests that asylum seekers are not a “burden” for Western European countries », Science Advances, vol. 4, no 6,‎ 2018, eaaq0883 (lire en ligne)

- (en) H. d'Albis, E. Boubtane et D. Coulibaly, « Immigration policy and macroeconomic performance in France », Annals of Economics and Statistics, nos 121/122,‎ 2016, p. 279-305 (lire en ligne)

- (en) R. Lee, A. Mason et et al., « Is Low Fertility Really a Problem? Population Aging, Dependency, and Consumption », Science, vol. 346, no 6206,‎ 2014, p. 229-234 (lire en ligne)

- (en) H. d'Albis, L. Jacques Esso et H. Pifarré i Arolas, « Persistent Differences in Mortality Patterns across Industrialized Countries », PLoS ONE, vol. 9, no 9,‎ 2014, e106176 (lire en ligne)

- (en) H. d'Albis, P. Lau et M. Sánchez-Romero, « Mortality Transition and Differential Incentives for Early Retirement », Journal of Economic Theory, vol. 147, no 1,‎ 2012, p. 261-283 (DOI doi.org/10.1016/j.jet.2011.11.004)

- (en) H. d'Albis et E. Augeraud-Véron, « Competitive Growth in a Life-cycle Model: Existence and Dynamics », International Economic Review, vol. 50, no 2,‎ 2009, p. 459-484 (lire en ligne)

- (en) H. d'Albis, « Demographic Structure and Capital Accumulation », Journal of Economic Theory, vol. 132, no 1,‎ 2007, p. 411-434 (DOI doi.org/10.1016/j.jet.2005.10.001)